# Anneville-sur-Mer
Anneville-sur-Mer é uma comuna francesa na região administrativa da Normandia, no departamento Mancha. Estende-se por uma área de 3,74 km². Em 2010 a comuna tinha 238 habitantes (densidade: 63,6 hab./km²).